# Berthold III de Zähringen
Pour les articles homonymes, voir Berthold III.
Berthold III de Zähringen, né vers 1085/1095 et mort le 3 décembre 1122 à Molsheim en Alsace, fut duc de Zähringen. La tradition fribourgeoise considère que c'est Berthold III qui est à l'origine en 1120 de la création du marché de Fribourg-en-Brisgau. Cette assertion est très douteuse et le véritable fondateur de la cité semble être son jeune frère et successeur Conrad de Zähringen.

## Biographie
Berthold III succède en 1111 à son père père Berthold II de Zähringen. Il soutient l'empereur Henri V du Saint-Empire et  joue un rôle important dans la conclusion du Concordat de Worms en 1122.
La date précise de son décès au cours de l'hiver 1122/1123 a fait l'objet de spéculations. Elle était fixée traditionnellement au 19 février ou au 3 mais le 3 décembre paraît désormais plus probable. En tout état de cause il meurt de mort violente au cours d'une rixe à Molsheim en Alsace et son corps est ensuite transféré dans au monastère de Saint-Pierre de la Forêt-Noire près de Fribourg par son frère  Conrad de Zähringen qui lui succède. À Fribourg-en-Brisgau, la rue Berthold (allemand Bertoldstraße) et la « fontaine Berthold » conservent son souvenir.

## Union
Berthold III avait épousé Sophie de Bavière, une fille de Henri IX de Bavière. Le couple n'a pas de descendance.

## Sources
- (de) Cet article est partiellement ou en totalité issu de l’article de Wikipédia en allemand intitulé « Berthold III. (Zähringen) » (voir la liste des auteurs), édition du 8 mai 2014.
- (en) Berthold III Herzog von Zähringen sur le site Medieval Lands.
- Anthony Stokvis, Manuel d'histoire, de généalogie et de chronologie de tous les États du globe, depuis les temps les plus reculés jusqu'à nos jours, préf. H. F. Wijnman, Israël, 1966, chapitre VIII et tableau généalogique n° 105 « Généalogie de la Maison de Bade, I ».